# Građanin opasnih namjera
Građanin opasnih namjera (eng. Law Abiding Citizen) je triler F. Gary Grayja iz 2009. godine snimjen po scenariju Kurta Wimmera. Radnja filma je smještena u Philadelphiji, a govori o čovjeku koji je odlučio uzeti pravdu u svoje ruke kako bi presudio ubojicama svoje obitelji.
Film je premjerno prikazan 16. listopada 2009. godine u SAD-u.
Građanin opasnih namjera je u prvih 16 tjedana prikazivanja širom svijeta zaradio 109.368.796 američkih dolara.

## Radnja
Clyde Shelton (Gerard Butler) uživa u mirnoj večeri u obiteljskom okruženju kada mu u kuću upadaju dvojica razbojnika koji brutalno siluju i ubiju Sheltonovu ženu i malu kćerku... Deset godina poslije, ogorčen pravosudnim sustavom koji je jednog ubojicu osudio na smrt, a drugog potpuno oslobodio krivnje, Clyde kreće u osvetnički pohod kakav još nije viđen: prvo će se pobrinuti za ubojice, a nakon toga i za sve one koji su sudjelovali u njegovom slučaju, na vrhu s okružnim tužiteljem Nickom Riceom (Jamie Foxx)...

## Glumci
- Jamie Foxx[4] kao Nick Rice
- Gerard Butler[4] kao Clyde Shelton
- Viola Davis[4] kao gradonačelnica Philadelphije
- Bruce McGill[4] kao Jonas Cantrell
- Leslie Bibb[4] kao Sarah Lowell
- Colm Meaney[4] kao Detective Dunnigan
- Regina Hall[4] kao Kelly Rice
- Michael Kelly[5] kao operativac CIA-e
- Michael Irby[6] kao Detective Garza
- Roger Bart kao Brian Bringham

## Vanjske poveznice
- Službena stranica
- Službeni promotivni video na YouTube-u
- Građanin opasnih namjera na Internet Movie Database-u
- Građanin opasnih namjera na Rotten Tomatoes-u